# Campanula versicolor
Campanula versicolor là loài thực vật có hoa trong họ Hoa chuông. Loài này được Andrews mô tả khoa học đầu tiên năm 1804.